# Tobias Thyberg
Olof Tobias Sebastian Thyberg, född 12 september 1975 i Oscars församling i Stockholm, är en svensk diplomat. Han har varit Sveriges ambassadör i Afghanistan och Ukraina, och blev kortvarigt utsedd till nationell säkerhetsrådgivare.

## Biografi
Thyberg är son till diplomaten Knut Thyberg, och Jan Eliasson är hans gudfar. Under värnplikten studerade han ryska vid FRA. Thyberg har masterexamen i statsvetenskap från Uppsala universitet och masterexamen i internationell ekonomi från Handelshögskolan i Stockholm. Utöver svenska talar han engelska, tyska, ryska, franska och spanska.[källa behövs]
Han har tjänstgjort som diplomat på svenska utlandsmyndigheter i New Delhi, Moskva, Washington DC, Sveriges EU-representation i Bryssel samt på EU-delegationen i Tbilisi. Till och med augusti 2019 tjänstgjorde han som Sveriges ambassadör i Afghanistan, och därefter var han 2019–2023 Sveriges ambassadör i Ukraina.
Den 8 maj 2025 utsågs Thyberg till Sveriges nationella säkerhetsrådgivare, men mindre än ett dygn senare meddelade han sin avgång på grund av att intima bilder från datingappen Grindr hade kommit till tidningen Dagens Nyheters kännedom. Eftersom Thyberg underlåtit att lämna information om bilderna under rekryteringsprocessen, vilket han borde ha gjort, valde han att lämna tjänsten.
Thyberg är gift med tysken Florian Fuckner.